# John Arne Riise
John Arne Semundseth Riise (Ålesund, 24 de septiembre de 1980) es un exfutbolista noruego que jugaba de lateral izquierdo. Fue internacional con la selección de fútbol de Noruega, jugando más de cien partidos.

## Biografía
Riise inició su carrera en el Aalesunds F.K. de su país donde jugó durante 1998. En ese año fue adquirido por el AS Mónaco de Francia, donde permaneció hasta 2001. Con el Mónaco obtuvo la Ligue 1 en la temporada 1999-00 integrando habitualmente el equipo titular.
En 2001 fue comprado por el Liverpool Football Club de la Premier League inglesa por un total de £4.000.000. Riise debutó con el Liverpool en la Supercopa de Europa contra el Bayern Múnich en un partido en el que su equipo se impuso 3 a 2 y él convirtió un gol tras asistencia de Michael Owen. Además, fue parte importante del equipo titular en la temporada 2004-05 cuando el Liverpool ganó la Liga de Campeones de la UEFA y la FA Cup.
Riise se destacaba principalmente por su potencia y excelente disparo con pierna izquierda, marcado muchos goles mediante disparos desde fuera del área, resistencia y fuerza.
Su posición natural es la de lateral izquierdo, pero el hecho de ser ofensivo y poseer un excelente disparo con la zurda hacían que el entrenador del Liverpool, Rafael Benítez, lo utilizara con asiduidad de interior izquierdo.
El 19 de junio de 2008, la Roma lo ficha para las cuatro próximas temporadas por 5 millones de euros.

## Selección nacional
Ha sido internacional con la selección de Noruega, jugando 110 partidos internacionales y anotando 16 goles.

### Participaciones Internacionales
| Torneo        | Sede                   | Resultado    |
| ------------- | ---------------------- | ------------ |
| Eurocopa 2000 | Bélgica & Países Bajos | Primera fase |

## Clubes
| Club             | País       | Año         | Partidos | Goles |
| ---------------- | ---------- | ----------- | -------- | ----- |
| Aalesunds F.K.   | Noruega    | 1998        | 25       | 5     |
| AS Mónaco        | Francia    | 1998 - 2001 | 46       | 4     |
| Liverpool        | Inglaterra | 2001-2008   | 234      | 20    |
| AS Roma          | Italia     | 2008-2011   | 134      | 11    |
| Fulham           | Inglaterra | 2011-2014   | 101      | 0     |
| APOEL Nicosia FC | Chipre     | 2014        | 30       | 6     |
| Delhi Dynamos    | India      | 2015-2016   | 0        | 0     |
| Aalesunds F.K.   | Noruega    | 2016        | 10       | 0     |
| Chennaiyin FC    | India      | 2016        | ?        | ?     |

## Palmarés

### Campeonatos nacionales
| Título                     | Club          | País       | Año     |
| -------------------------- | ------------- | ---------- | ------- |
| Ligue 1                    | Mónaco        | Francia    | 1999-00 |
| Supercopa de Francia       | Mónaco        | Francia    | 2000    |
| Charity Shield             | Liverpool     | Inglaterra | 2001    |
| Football League Cup        | Liverpool     | Inglaterra | 2003    |
| FA Cup                     | Liverpool     | Inglaterra | 2006    |
| Community Shield           | Liverpool     | Inglaterra | 2006    |
| Primera División de Chipre | APOEL Nicosia | Chipre     | 2014-15 |
| Copa de Chipre             | APOEL Nicosia | Chipre     | 2015    |

### Copas internacionales
| Título                | Club      | País    | Año     |
| --------------------- | --------- | ------- | ------- |
| Supercopa de Europa   | Liverpool | Mónaco  | 2001    |
| UEFA Champions League | Liverpool | Turquía | 2004-05 |
| Supercopa de Europa   | Liverpool | Mónaco  | 2005    |

Otros logros:
- Subcampeón del Campeonato Mundial de Clubes de la FIFA 2005 con Liverpool.
- Subcampeón de la Liga de Campeones de la UEFA 2006-07 con Liverpool.

### Distinciones individuales
| Distinción      | Año  |
| --------------- | ---- |
| Kniksen del año | 2006 |